# Corby Fisher
Corby Fisher (ur. 20 lipca 1975 w Steamboat Springs, zm. pod koniec marca 2020 w okolicach Browns Park) – niemiecki skoczek narciarski, trener.

## Kariera
Corby Fisher od 5. do 19. roku życia był skoczkiem narciarskim, jednak dalsze uprawianie sportu uniemożliwiła mu kontuzja. W latach 1995–2000 był trenerem Park City Ski Team.
Następnie w latach 2000–2004 był trenerem reprezentacji Stanów Zjednoczonych w kombinacji norweskiej, która pod wodzą Fishera w składzie: Todd Lodwick, Bill Demong, Johnny Spillane i Matthew Dayton zajęła 4. miejsce w sztafecie podczas zimowych igrzysk olimpijskich 2002 w Salt Lake City, natomiast Johnny Spillane podczas mistrzostw świata 2003 we włoskim Val di Fiemme zdobył złoty medal w sprincie.
Sukcesy podopiecznych Fishera w Stanach Zjednoczonych w latach 2000–2004 (chronologicznie)
| Medal | Zawodnik        | Zawody             | Rok  |
| ----- | --------------- | ------------------ | ---- |
|       | Johnny Spillane | Mistrzostwa świata | 2003 |

Po sezonie 2003/2004 został zastąpiony przez Norwega Lasse Ottesena, a sam został trenerem reprezentacji Stanów Zjednoczonych w skokach narciarskich, którym był do końca sezonu 2005/2006.
Następnie był komentatorem dla stacji NBC Sports.

## Życie prywatne
Corby Fisher był żonaty. Zaginął pod koniec marca 2020 w okolicach Browns Park w stanie Utah. Zaginięcie zgłoszono 4 kwietnia 2020 roku, jednak poszukiwania zostały przerwane z powodu pandemii COVID-19, a 18 kwietnia 2020 wznowiono poszukiwania, natomiast 21 kwietnia 2020 roku znaleziono ciało Fishera niedaleko miejsca jego ostatniej lokalizacji.